# Killimor
Killimor (iriska: Cill Íomair) är en ort i republiken Irland.   Den ligger i grevskapet County Galway och provinsen Connacht, i den centrala delen av landet, 140 km väster om huvudstaden Dublin. Killimor ligger 58 meter över havet och antalet invånare är 335.
Terrängen runt Killimor är platt, och sluttar söderut. Runt Killimor är det glesbefolkat, med 18 invånare per kvadratkilometer. Närmaste större samhälle är Ballinasloe, 18,7 km norr om Killimor. Trakten runt Killimor består i huvudsak av gräsmarker.